# 670 (tal)
670 är det naturliga heltal som följer 669 och följs av 671.

## Matematiska egenskaper
- 670 är ett jämnt tal.
- 670 är ett sammansatt tal.
- 670 är ett defekt tal.
- 670 är ett Sfeniskt tal.
- 670 är ett Oktaedertal.

## Inom vetenskapen
- 670 Ottegebe, en asteroid.